# 延恒
延恒（1813年 - ？），字遵素，号菊潭，尚氏，内务府汉军正白旗人（属内务府正白旗汉姓满洲旗人），籍沈阳。清朝官员，進士出身。

## 生平
家族属清内务府世家尚大德家族。道光十二年（1832）壬辰恩科舉人，道光十八年（1838）戊戌三甲进士。历任礼部主事、仪制司郎中，咸丰壬子科会试提调官，福建福宁府、兴化府知府。曾任《欽定科場條例》（1852）总纂官。

## 家庭
（关于清内务府世家尚氏家族，又参见道光帝之豫嬪尚佳氏篇）
- 始祖尚大德（c.1600s-？）。“尚大德，正白旗包衣人，世居瀋陽地方，國初來歸。其子尚興原任郎中兼佐領，孫尚志立由副将從征洞庭湖，擊賊陣亡，贈雲騎尉。……又尚大德之孫尚志傑原任郎中兼佐領，署理内務府總管；尚志舜原任内務府總管兼佐領”（据《八旗滿洲氏族通譜》卷74），從龍入關，葬京都東直門外東壩河尚家樓。正書《尚大德墓碑》拓片（刻于康熙6年(1667)11月後）、满汉文《尚大德(尚興之父)誥封碑》拓片（刻于康熙6年(1667)11月26日）现存北京国家图书馆。
- 世祖尚興（c.1630s-？），曾任內務府正白旗第五參領第四旗鼓佐領首任佐领（康熙十八年（1679）编立，据《钦定八旗通志》）、内务府惜薪司掌印郎中。满汉文《尚興誥封碑》拓片（刻于康熙6年(1667)11月26日）现存北京国家图书馆。继子尚志立。
- 世祖尚志舜（c.1660s-1731），雍正四年至九年（1726-1731）任总管內務府大臣兼佐領（卒于任上），曾任内务府正黄旗第四叅領第二旗鼓佐領（继任有总管内务府大臣丁皂保及其子内务府郎中丁松，丁皂保之妻高佳氏系镶黄旗满洲、文淵閣大學士高斌胞妹）、內務府正白旗第五參領第一旗鼓佐領（前任有曹尔正、曹寅，据《钦定八旗通志》）。
  - 胞兄尚志傑（1650-1725），曾任內務府正白旗第五參領第一旗鼓佐領、內務府正白旗第五參領第四旗鼓佐領，由護軍授鑾儀衛治儀正，康熙十三年（1674）隨揚威大將軍和碩簡親王喇布出征吳三桂，轉戰江西、福建、湖廣等地，升内务府員外郎、廣儲司郎中兼御書處總管，授杭州織造，辭未赴任，旋署總管內務府大臣、管理崇文門稅務，欽賜花翎。妻李氏。现存有《尚志杰墓碑》（《皇清诰封资政大夫讳志杰尚公之墓》）。
  - 胞兄尚志立（？-1678；养父胞叔尚興），副将，陣亡，赠总兵官，賜世襲雲騎尉。《钦定八旗通志：忠義傳八：滿洲八旗八》卷216有传：“尚志立，包衣滿洲正白旗人，世居瀋陽地方，國初来歸，任逰撃，康熙十三年從征逆藩吴三桂至湖廣，十七年隨縂督蔡毓榮撃賊……于洞庭湖，力戰陣亡，恩賜雲騎尉世職”。其子尚锐，袭云骑尉。
  - 同辈：尚志尧，原任骁骑校。
- 太高祖尚銘（c.1690s-?；养父胞叔尚志傑）。妻许氏。
  - 胞兄尚瑛，袭云骑尉。尚琇，南園苑丞。尚琮，武英殿副监造。
  - 胞兄尚琳，内务府郎中兼佐领、河东盐政；曾任内务府正白旗包衣第五㕘领第一旗鼓佐领（系国初编立，前任有曹寅、内务府总管尚志杰、内务府总管尚志舜，据《钦定八旗通志》），卒于任。妻李氏，其父内务府正白旗汉军、雍正朝总管内务府大臣李延禧；胞侄内务府佐领李維屏 (又名黑達塞)，娶高佳氏（胞兄镶黄旗满洲、文华殿大学士文端公高晉，胞姊高佳氏系正蓝旗汉军、道光三十年（1850年）庚戌科进士吉惠 (道光进士)的高祖母、光緒二年丙子（1876）恩科進士胡俊章的太高祖母）。子乾隆三年（1738）戊午科舉人尚英奇（时隶其父内务府正白旗包衣佐领尚琳下，载《钦定八旗通志：文举》），孙女尚佳氏二继嫁正蓝旗宗室祿隆阿（父宗室穆特布，祖父奉恩將軍、宗學總管查達，曾祖貝勒、授安遠靖冦大將軍察尼，高祖豫通親王多鐸）。
  - 同辈：常柱，叅領兼佐領。常生，驍騎校。
- 高祖尚福海（c.1720s-1787；养父尚铭，生父尚琇），乾隆三十七年、四十五年两任熱河總管（载《欽定熱河志：职官》），督理淮宿海等關稅務，欽賜花翎，歷任杭州、江寧織造，督理南新、北新、龍江西新關等關稅務，授武顯大夫。原配尤氏，内务府正黄旗汉军、東陵總管內務府大臣豐盛額之女，江蘇巡撫安寧之胞妹（兄嫂戴佳氏為乾隆帝忻貴妃之姐）。高祖母（继配）烏雅氏（胞兄正黄旗满洲、内大臣、江宁将军西銘，乾隆四十九年（1784）出使朝鲜；父散秩大臣博永；祖父一等公、散秩大臣兼佐領博啟；祖姑母烏雅氏瑪琭，封康熙帝之孝恭仁皇后，即雍正帝、恂勤郡王允禵之生母）。
- 曾祖善慶（c.1750s-?），内务府正白旗第一㕘領第一滿洲佐領（据《钦定八旗通志》）、内务府员外郎。妻索濟勒氏（父内务府郎中永泰）、耿氏（父二等护卫六格）。
- 曾祖伯如慶（母尤氏），都虞司柏唐阿。其女尚佳氏封道光帝之豫嬪。
- 祖父德裕（字益之，c.1770s-?），乾隆五十九年（1794）甲寅恩科举人（时隶内务府正白旗包衣书鲁佐领下，又书鲁曾任内务府正白旗包衣第五㕘领第一旗鼓佐领（系国初编立），前任有曹寅、尚氏先辈尚志傑、尚志舜、尚琳等，载《钦定八旗通志》）。妻富察氏（父三等侍卫伊昌阿）、李氏（父内务府筆帖式維廣）。
  - 胞兄廣裕，布政史衔云南丽江府知府；其女尚氏，继配嫁正黃旗蒙古、署理两广总督額哲特氏柏貴（父皂住；母曹氏，其父镶红旗汉军、乾隆二十二年（1757年）丁丑科武科探花、二等侍卫、湖南永顺协副将曹龙骧）。
- 父纯嘏（c.1790s-1854），内务府庆丰司员外郎兼镶黄旗公中佐领。母李氏（父內務府正白旗漢軍、乾隆癸卯科舉人李吉安；胞兄李庆德，内务府会计司郎中；胞兄李慶會，妻索綽絡氏（父觀瑞，祖父觀德，祖伯父乾隆二年（1737年）丁巳恩科进士觀保），其女一嫁镶红旗满洲、光緒六年（1881）進士他他拉氏志銳，即光绪帝瑾妃和珍妃的堂兄，其女二嫁咸豐己未科進士、镶白旗宗室常珩；从堂侄光緒三年丁丑科进士繼昌 (光緒進士)）。
- 胞兄：
  - 延愷，道光二十年（1840年）庚子科三甲進士，陕西同州府、延安府知府。其子尚承瀛，妻張氏（父內務府正黃旗漢軍福順；胞兄明山，妻康氏（祖父內務府正白旗汉军、咸豐三年（1853年）癸丑科二甲進士恩吉；堂姑康氏嫁內務府鑲黃旗滿洲、光绪九年(1883)癸未科進士富察氏濟中）。
  - 延懌，同知衔河南孟津县知县。其子尚承瀾，河南柘城縣知县。女尚氏原配嫁正蓝旗汉军科举人、苏州府候补知府胡玉瀛（父光緒二年（1876年）丙子恩科进士胡俊章，祖伯父道光三十年（1850年）庚戌科进士吉惠 (道光进士)）；两家族在雍正、乾隆朝已有亲戚关系。
  - 延憘，军功六品衔。妻噶啟特氏（胞兄正黄旗蒙古、道光甲辰举人祥麟（字仁趾）；侄女噶啟特氏嫁宗室奕鑫，其父同治壬戌科舉人、鴻臚寺卿宗室綿善，曾祖头等侍卫宗室永珠，高祖諴密郡王弘暢）。其子光绪二年丙子恩科举人、盐课大使尚承治（时隶内务府正白旗汉军毓琳佐领下）[4]。女尚佳氏，嫁同治庚午舉人、镶白旗宗室溥春（父宗室載傑，祖父宗室奕連，先祖淳度親王允祐）。
  - 延惇。妻辉发纳喇氏（胞兄內務府正白旗滿洲、咸丰二年（1852年）进士文彬，胞侄光緒十八年（1892年）壬辰科进士延燮）。
  - 胞姊尚氏，嫁内务府正黄旗汉军楊長埏（父廣西鎮安府知府楊文燦；祖父恆桂，乾隆朝内务府郎中兼襲内务府管领、山西殺虎口監督、山東督糧道；属光緒十五年（1889年）己丑科进士楊鍾羲家族）。
- 妻都里氏（父正紅旗滿洲、嘉慶甲子舉人、國子監助教成廉），池氏。
- 子尚承澤（母都里氏），内务府都虞司員外郎兼镶黄旗公中佐领。妻李氏（父內務府正白旗漢軍、道光乙巳恩科進士李氏豐安，曾祖乾隆丁巳恩科進士李質穎）。孙女尚氏，嫁內務府正白旗滿洲、内务府员外郎輝發那拉氏續科（父內務府鑲黃旗滿洲公中佐領椿慶，祖父內務府慎刑司員外郎定安，曾祖乾隆癸卯科舉人、浙江台州府知府延庚；曾祖姑母輝發那拉氏封道光帝之和妃 (道光帝)；姑母輝發那拉氏嫁正蓝旗满洲、輔國將軍豫彩（胞兄道光丙戌科進士宗室毓本（又豫本），父奉恩輔國公晉隆，胞叔奉恩輔國公晉昌）；堂叔道光二十一年（1841年）辛丑恩科进士麒慶）。